# Paracaridina leptocarpa
Paracaridina leptocarpa is een garnalensoort uit de familie van de Atyidae. De wetenschappelijke naam van de soort is voor het eerst geldig gepubliceerd in 1988 door Liang & Zheng.